# Dicranota uninebulosa
Dicranota uninebulosa är en tvåvingeart som beskrevs av Alexander 1935. Dicranota uninebulosa ingår i släktet Dicranota och familjen hårögonharkrankar. Inga underarter finns listade i Catalogue of Life.